# Nelson Bocaranda
Nelson Bocaranda (Boconó, Estado Trujillo, Venezuela, 18 de abril de 1945) es un periodista venezolano. Narrador de noticias estrella del canal Venevisión, conductor de varios programas informativos y de opinión, columnista de periódicos venezolanos, se ha enfocado cada vez más en el tema político.

## Biografía
Hijo de Alfredo Bocaranda Gónzalez, un farmacéutico de Boconó y de Italia Sardi de Bocaranda, oriunda de Tovar. Bocaranda es el mayor de 5 hermanos, es descendiente de españoles e italianos. En 1947 se muda a Caracas residiendo en diversas zonas de la ciudad como San Bernandino y La Florida. Para 1961 ingresa a la escuela de Periodismo y en 1962 logra el bachillerato en el colegio La Salle de La Colina. Formó parte de la primera promoción de comunicadores sociales egresado de la Universidad Católica Andrés Bello el 23 de julio de 1965. Inició su carrera periodística en los años 60 en el canal Cadena Venezolana de Televisión. A inicios de los años 80 firmó con Radio Caracas Televisión para realizar el programa A Puerta Cerrada (el cual venía a ser un segmento del programa matutino Lo de Hoy) hasta 1985. Al año siguiente firma contrato con Venezolana de Televisión donde condujo el programa participativo En Confianza (luego fue conducido por Ernesto Villegas), hasta el año 1989 cuando firma con Venevisión. En 1988 tuvo una breve pasantía por el naciente canal Televen. Su columna «Runrunes» circula dos veces por semana en el diario El Universal de Caracas. Es fundador y director del portal Runrun.es.

### Premios
Ha sido ganador del Premio Nacional de Periodismo de Venezuela y del Premio Monseñor Pellín. y en la actualidad es animador del Programa de Radio en otra Onda en conjunto con Mariela Celis y Toto Aguerrevere por el circuito Onda la superestación.
También hizo el micro 360° (dedicado al turismo mundial y transmitido por el circuito éxitos de Unión Radio.